# Coupe de l'Espérance de rugby à XV 1917-1918
Navigation
Coupe de l'Espérance 1916-1917 Coupe de l'Espérance 1918-1919
L'édition 1917-1918 de la coupe de l'Espérance est la 3e édition de la Coupe de l'Espérance et est remportée par le Racing CF.

## Matchs joués

### Huitièmes de finale
| 10 mars 1918 | RC Paris | 47 - 3 | RC Chalon |  |
| 10 mars 1918 |          |        |           |  |
| 10 mars 1918 |          |        |           |  |

| 1918 | Stade nantais | - | - |  |
| 1918 |               |   |   |  |
| 1918 |               |   |   |  |

| 10 mars 1918 | Stade bordelais | 21 - 0 | SA Rochefort |  |
| 10 mars 1918 |                 |        |              |  |
| 10 mars 1918 |                 |        |              |  |

| 10 mars 1918 | CA Périgueux | 11 - 7 | US Limoges |  |
| 10 mars 1918 |              |        |            |  |
| 10 mars 1918 |              |        |            |  |

| 1918 | Stade toulousain | - | - |  |
| 1918 |                  |   |   |  |
| 1918 |                  |   |   |  |

| 10 mars 1918 | CO Tarbais | 3 - 0 | US Dax |  |
| 10 mars 1918 |            |       |        |  |
| 10 mars 1918 |            |       |        |  |

### Quarts de finale
| 24 mars 1918 | RC Paris | 37 - 0 | Stade nantais |  |
| 24 mars 1918 |          |        |               |  |
| 24 mars 1918 |          |        |               |  |

| 24 mars 1918 | Stade bordelais | 12 - 0 | CA Périgueux |  |
| 24 mars 1918 |                 |        |              |  |
| 24 mars 1918 |                 |        |              |  |

| 24 mars 1918 | FC Grenoble | 24 - 0 | Stade nantais |  |
| 24 mars 1918 |             |        |               |  |
| 24 mars 1918 |             |        |               |  |

| 24 mars 1918 | Stade toulousain | 3 - 0 | CO Tarbais |  |
| 24 mars 1918 |                  |       |            |  |
| 24 mars 1918 |                  |       |            |  |

### Demi-finales
| 14 avril 1918 | RC Paris | 6 - 3 | Stade bordelais | Bordeaux |
| 14 avril 1918 |          |       |                 | Bordeaux |
| 14 avril 1918 |          |       |                 | Bordeaux |

| 14 avril 1918 | FC Grenoble | 3 - 0 | Stade toulousain | Avignon |
| 14 avril 1918 |             |       |                  | Avignon |
| 14 avril 1918 |             |       |                  | Avignon |

## Finale
| 28 avril 1918 | Racing CF                                                                          | 22 - 9, | FC Grenoble         | Stade du Matin Colombes Arbitre : M. de Léliva |
| 28 avril 1918 | Essai(s) : 5 essais Transformation(s) : 2 transformations Pénalité(s) : 1 pénalité |         | Essai(s) : 3 essais | Stade du Matin Colombes Arbitre : M. de Léliva |
| 28 avril 1918 |                                                                                    |         |                     | Stade du Matin Colombes Arbitre : M. de Léliva |

| Racing CF Titulaires Chilo 15 Géo André 14 Strohl 13 Thierry 12 de Laborderie 11 Lucas 10 Villanueva 9 Trotzier 8 Fellonneau 7 Blaquières 6 De Bessac 5 Pelletier-Doisy 4 Rodel 3 Piédallu 2 Boyau 1 Remplaçants Etcheverry Goubard |  |  |  | FC Grenoble Titulaires 15 É. Lacombe 14 Maillot 13 Couturier 12 A. Jouffray 11 Neyroud 10 Berruyer 9 Eyraud 8 Bayle 7 Besset 6 Hoelchi 5 Simonne 4 Court 3 Pinet 2 Rousset 1 Charpin Remplaçants X X |